# Peribatodes galliberia
Peribatodes galliberia är en fjärilsart som beskrevs av Eugen Wehrli 1943. Peribatodes galliberia ingår i släktet Peribatodes och familjen mätare. Inga underarter finns listade i Catalogue of Life.